# NGC 2146A
NGC 2146A је спирална галаксија у сазвежђу Жирафа која се налази на NGC листи објеката дубоког неба.
Деклинација објекта је + 78° 31' 48" а ректасцензија 6h 23m 54,6s. Привидна величина (магнитуда) објекта NGC 2146 износи 12,8 а фотографска магнитуда 13,5. NGC 2146A је још познат и под ознакама UGC 3439, MCG 13-5-25, CGCG 348-19, IRAS 06155+7833, KUG 0615+785, KCPG 110B, PGC 18960.